# Saint-Vincent-et-les-Grenadines
Pour les articles homonymes, voir Saint-Vincent, Grenadines et SVG.
Saint-Vincent-et-les-Grenadines
(en) Saint Vincent and the Grenadines
Saint-Vincent-et-les-Grenadines (en anglais : Saint Vincent and the Grenadines ; en kalinago : Hairoun), parfois désigné par le sigle SVG, est un État des Petites Antilles, situé en mer des Caraïbes, entre Sainte-Lucie et la Grenade et à l'ouest de Barbade. Il appartient, depuis 1981, à l'Organisation des États de la Caraïbe orientale (OECO).
L'État se compose d'une île principale, Saint-Vincent, et d'un chapelet de plus petites îles qui constituent une grande partie de l'archipel des Grenadines, situé au sud. On y trouve notamment (du nord au sud) : Bequia, Baliceaux, Moustique, Canouan, Mayreau, Tobago Cays, Union, l'île Morpion et Petit-Saint-Vincent qui marque la limite avec la Grenade.
Les habitants de Saint-Vincent-et-les-Grenadines se nomment les Vincentais, Saint-Vincentais ou Saint-Vincentais et Grenadins.
Depuis 2009, Saint-Vincent-et-les-Grenadines est membre de l'Alliance bolivarienne pour les Amériques (ALBA).
En 2021, Saint-Vincent-et-les-Grenadines est membre non permanent du Conseil de sécurité des Nations unies.

## Graphie
On trouve de multiples variantes graphiques dans l'écriture du nom du pays : 
- « Saint-Vincent-et-les-Grenadines » avec un trait d'union comme séparation entre les termes comme pour les noms toponymiques officiels français est notamment utilisé par l'IGN[10], l'Union européenne[11] et l'Organisation internationale du travail[12] ; cette forme est « recommandée » par l'arrêté français du 4 novembre 1993 relatif à la terminologie des noms d'États et de capitales qui indique en outre la variante « Saint-Vincent » ;
- « Saint-Vincent-et-les Grenadines », par juxtaposition de « Saint-Vincent » et « les Grenadines », est notamment utilisé par l'ISO, l'Insee[13], l'Office québécois de la langue française et la diplomatie suisse ;
- « Saint-Vincent-et-Grenadines » est utilisé par l'Organisation des Nations unies et Affaires mondiales Canada.

## Histoire
Les amérindiens Kalinago se sont vivement opposés à la colonisation européenne de Saint-Vincent jusqu'au XVIIIe siècle. Saint-Vincent est ensuite l'objet d'une lutte entre les Français et les Britanniques tout au long de ce siècle. Les Britanniques, en vertu du traité de Versailles (1783), prennent définitivement possession de ce territoire à ce moment. Le conflit entre les Britanniques et les Français a néanmoins continué jusqu'en 1796, lorsque le général Abercromby écrase la révolte fomentée par le révolutionnaire français Victor Hugues depuis la Guadeloupe. Plus de 5 000 Caraïbes noirs ont été déportés vers les îles de Baliceaux (dépendance de Moustique dans les Grenadines) puis Roatán (au large du Honduras).

## Géographie

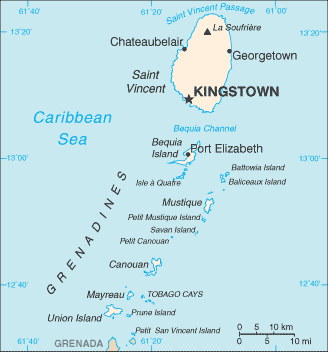
Carte de Saint-Vincent-et-les-Grenadines.

Saint-Vincent-et-les-Grenadines est un État insulaire situé dans les îles sous le vent aux Petites Antilles. Il se compose d'une île principale, Saint-Vincent, à laquelle s'ajoute une grande partie de l'archipel des Grenadines qui s'étend plus au sud. L'île de Saint-Vincent se situe à 43 km au sud-sud-ouest de Sainte-Lucie et à 109 km au nord-nord-est de Grenade.
La superficie totale du pays est 389 km2, dont 344 km2 pour l'île de Saint-Vincent seule, qui abrite sa capitale Kingstown.
L'île de Saint-Vincent est volcanique et comprend quelques hauteurs (mornes). Le point culminant du pays est le volcan de la Soufrière à 1 220 mètres d'altitude. Les dernières éruptions connues de son volcan datent de 1979 et récemment, du 9 avril 2021.
Ses côtes abordent des visages très différents : la côte atlantique est connue comme abrupte et rocheuse alors que la côte caraïbe assemble davantage de sable et de baies.

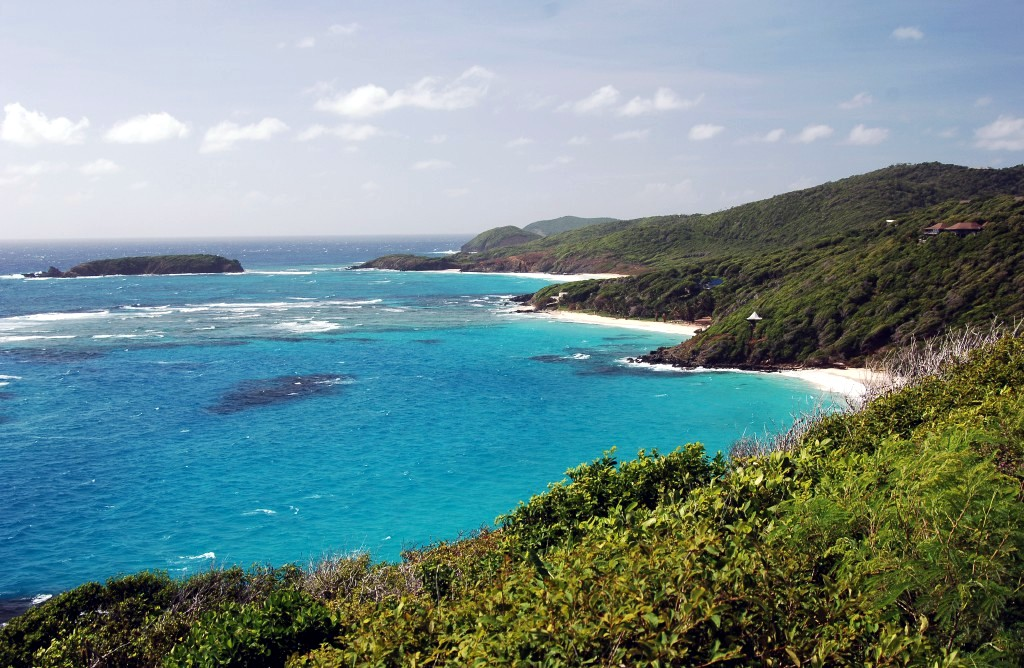
Moustique dans les Grenadines.

## Démographie

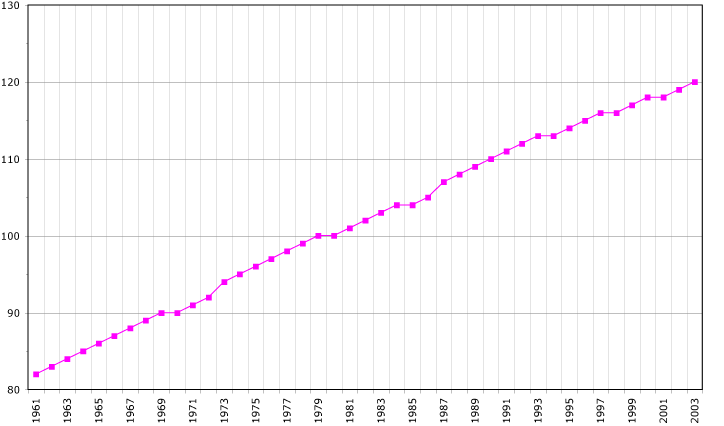
Évolution de la démographie entre 1961 et 2003 (chiffre de la FAO, 2005). Population en milliers d'habitants.

En 2015, Saint-Vincent-et-les-Grenadines abritait 102 627 habitants.

## Administration et politique

### Subdivisions

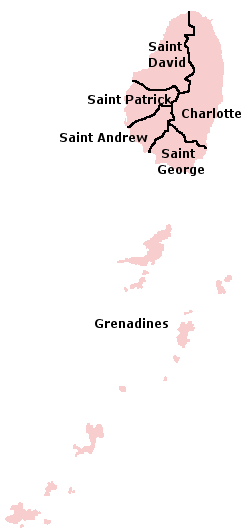
Les six paroisses de Saint-Vincent-et-les-Grenadines.

Saint-Vincent-et-les-Grenadines est divisé en six paroisses, division administrative de 1er niveau. Cinq d'entre elles se situent sur l'île de Saint-Vincent alors que la sixième est composée des îles Grenadines du nord jusqu'à celle de Petit-Saint-Vincent.

### Politique
Saint-Vincent-et-les-Grenadines est une démocratie parlementaire membre du Commonwealth. Elle est un royaume du Commonwealth, indépendant depuis le 27 octobre 1979, dont le chef de l'État formel est le souverain de Saint-Vincent-et-les-Grenadines, à l'heure actuelle le roi Charles III. Il ne réside pas dans le pays et est alors représenté par le gouverneur général de Saint-Vincent-et-les-Grenadines, actuellement Susan Dougan.
Le pays ne possède pas d'armée officielle, bien que la Force royale de Saint-Vincent-et-les-Grenadines possède une unité de service spéciale.
Saint-Vincent-et-les-Grenadines est membre de la Communauté caribéenne (Caricom), de l'Alliance bolivarienne pour les Amériques (ALBA) et de l'Organisation des États de la Caraïbe orientale (OECO).

## Économie
L'économie de Saint-Vincent-et-les-Grenadines dépend principalement du tourisme et de l'agriculture.
Le pays était considéré comme un paradis fiscal par l'OCDE en 2000, après différents accords de « transparence », l'organisation le considère comme un pays coopérant en matière fiscale depuis 2010.
Saint-Vincent-et-les-Grenadines est également considéré par l'ITF comme étant un pavillon de complaisance.

### Tourisme
L'aéroport international d'Argyle est inauguré en février 2017. En 2020, Sandals Resorts rachète le Buccament Hotel fermé depuis 2016 pour le réhabiliter.

## Patrimoine

### Patrimoine civil

#### Liste du Patrimoine mondial
Quelques sites de Saint-Vincent-et-les-Grenadines sont soumis à l'Organisation des Nations unies pour l'éducation, la science et la culture (UNESCO) afin qu'ils soient inscrits sur sa liste du Patrimoine mondial. Il s'agit en 2022 de l'archipel des Grenadines, de l'art rupestre des Grenadines et du parc national de la Soufrière. Ceux-ci sont toutefois sur une liste indicative, signifiant que l'UNESCO ne les a toujours pas inscrits à sa liste officielle.

### Patrimoine religieux

#### Catholicisme
- La cathédrale de l'Assomption à Kingstown.

#### Anglicanisme
- La cathédrale Saint-Georges à Kingstown.

### Tradition baleinière
La pêche à la baleine est maintenue dans l'île de Bequia.[réf. nécessaire]

## Culture
- Culture of the Caribbean (en)
- Caribbean art (en)
- Music of Saint Vincent and the Grenadines (en)

### Emblème
L'Amazone de Saint-Vincent, de la famille des perroquets, est l'oiseau national de Saint-Vincent-et-les-Grenadines.

### Langues
Bien que la langue officielle de l'État soit l'anglais, la plupart des Vincentais parlent le créole connu sous le nom de créole vincentais (en) ou créole vincentien. Ce créole, appelé en anglais Vincentian Creole, respecte des règles de grammaire dérivées à la fois de l'anglais et de certains substrats venus d'Afrique ; son vocabulaire comprend des mots anglais, mais aussi français, espagnols, caribéens et africains. L'anglais est utilisé dans l'éducation, par le gouvernement et dans tous les domaines institutionnels, tandis que le créole vincentais est utilisé à la maison ou entre amis. Un créole français existait, proche de celui de Sainte-Lucie, mais il a quasiment disparu depuis les années 1970.
Le Prix Casa de las Américas 2016 est décerné à l'écrivain Philip Nanton,,, pour Suite Canouan & Autres Pièces.

### Médias
Le pays compte 10 stations de radio FM, une chaîne de télévision publique, SVG TV, et un câblo-opérateur (Cable and Wireless).

### Communications
En 2010, Saint-Vincent-et-les-Grenadines comptait 21 700 lignes de téléphone fixes. Le système téléphonique est complètement automatique et couvre toute l'île ainsi que les îles habitées des Grenadines. En 2002, il y avait 10 000 téléphones mobiles en service. Depuis 2010, ce nombre est passé à 131 800. Le réseau de téléphonie mobile est disponible dans presque toute l'île de Saint-Vincent ainsi que dans les Grenadines. Il est exploité par deux fournisseurs, Digicel et LIME (en), qui proposent aussi une offre d'accès à l'Internet.

## Transports

### Transports en commun
D'un prix modique, le ferry est le moyen de transport le plus utilisé par la population qui l'emprunte pour régler un problème administratif, faire ses courses, rendre visite à la famille…